# Polygala vergrandis
Polygala vergrandis är en jungfrulinsväxtart som beskrevs av W. H. Letois. Polygala vergrandis ingår i släktet jungfrulinssläktet, och familjen jungfrulinsväxter. Inga underarter finns listade i Catalogue of Life.